# Парагвай

Карта Парагвая

Парагва́й (исп. Paraguay МФА: [paɾaˈɣwaj]о файле, гуар. Paraguái [paɾaˈɰuaj]), официальное название — Респу́блика Парагва́й (исп. República del Paraguay [reˈpuβlika ðel paɾaˈɣwai], гуар. Paraguái Tavakuairetã [paɾaˈɰuaj tˌaβakwˌa͡ɪɾetˈã]) — государство в Южной Америке, не имеющее выхода к морю. На юге и юго-западе граничит с Аргентиной, на северо-западе — с Боливией (она также без выхода к морю), на востоке и северо-востоке — с Бразилией. В переводе с языка гуарани «парагвай» означает «от великой реки» — подразумевается река, имеющая на протяжении двойное русло (пару русел), — Парана. Из-за центрального положения в Южной Америке Парагвай иногда называют «сердцем Америки» (исп. Corazón de América).
По оценке 2015 года, в Парагвае проживает 7 миллионов человек. Столица государства и самый большой город — Асунсьон. Официальные языки — испанский и гуарани, оба широко используются. Большинство населения составляют метисы.
Индейцы гуарани проживали на территории Парагвая перед приходом испанцев в XVI веке, когда Парагвай стал частью Испанской колониальной империи. Парагвай получил независимость от Испании в 1811 году.

## Этимология
Территория современного Парагвая в первой половине XVI века была захвачена испанскими завоевателями и включена в вице-королевство Перу, но уже в XVII веке выделена в генерал-губернаторство Парагвай, названное так от гидронима Парагвай, который происходит от индейского слова Paraguay, что значит на некоторых диалектах местных индейцев «рогатая река». В 1811 году провозглашена Республика Парагвай (исп. República del Paraguay), название страны с тех пор не менялось.

## История

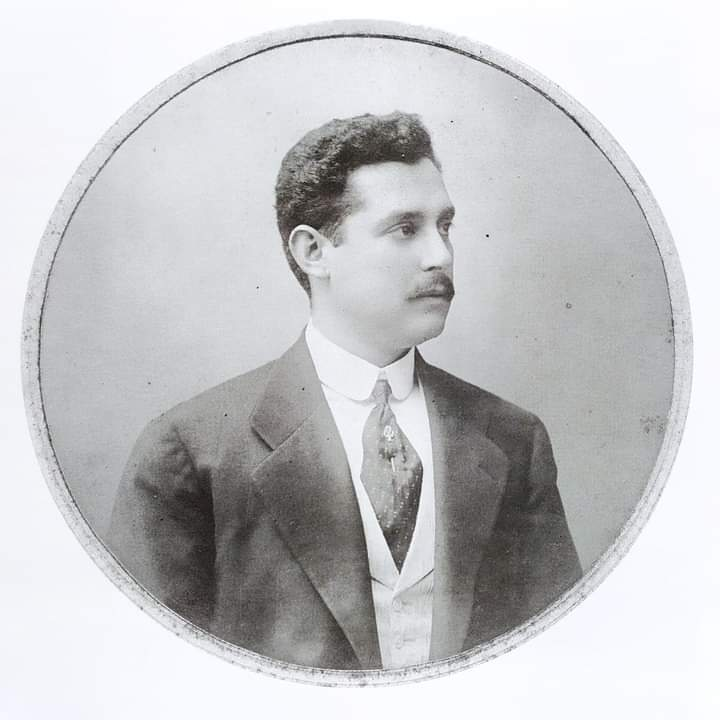
Президент Парагвая Хосе Патрисио Гуггьяри

До XVI века Парагвай населяли земледельческие племена гуарани и племена охотников и рыболовов тоба, мокови, матако.
- 1537 — основание испанцами Асунсьона.
- 1542—1640 — в составе испанского вице-королевства Перу.
- 1609 — проникновение иезуитов.
- 1617 — территория Парагвая получает автономию в рамках испанского вице-королевства Перу. Местную власть осуществляет орден иезуитов. Иезуиты создают из индейцев отряды самообороны против бразильских охотников за рабами. Индейцы прикрепляются к специальным поселениям — редукциям, во главе которых стоят священники-иезуиты. Помощники последних набирались из местных индейцев — они носили звание коррехидор (управляющий) и алькальд (староста).
- 1768 — изгнание представителей ордена иезуитов из Парагвая испанскими властями по подозрению в мятеже.
- 1776 — Парагвай включён в состав вице-королевства Рио-де-Ла-Плата.
- 1810—1811 — Парагвайская кампания. Вторжение войск Соединённых провинций Южной Америки в Парагвай.
- 1811 — провозглашение независимости Рио-де-Ла-Платы от Испании вызвало центробежные тенденции внутри самопровозглашённого государства, в результате Парагвай отделился как от Испании, так и от Аргентины — правопреемницы республики Рио-де-Ла-Плата. Пожизненным диктатором Парагвая стал Хосе Родригес де Франсия[9].
- 1844—1862 — правление Карлоса Антонио Лопеса.
- 1848 — равноправие индейцев с креолами.
- 1862—1870 — правление Франсиско Солано Лопеса.
- 1864—1870 — Парагвайская война с Бразилией, Аргентиной и Уругваем, ставшая для страны национальной катастрофой: Парагвай потерял почти половину территории, население уменьшилось на 60—70 %, в том числе мужское население по некоторым оценкам сократилось в 9 раз[10].
- 1887 — основание партии «Колорадо», выражающей интересы крупных землевладельцев.
- 1922—1923 — гражданская война.
- 1924—1928 — правление Хосе Элихио Айялы.
- 1932—1935 — Чакская война с Боливией[11].
- 1940—1948 — диктатура генерала Мориньиго.
- 1947 — гражданская война.
- 1954—1989 — стронистский режим, диктатура генерала Альфредо Стресснера.
- Февраль 1989 — свержение диктатуры Стресснера, переход к демократическим порядкам.

## Политическая структура

### Исполнительная власть
Глава государства и правительства — президент, избираемый населением на один пятилетний срок. В его руках сосредоточена исполнительная власть. Президент, согласно конституции, является главнокомандующим вооружёнными силами, назначает кабинет министров и руководителей местной администрации.
В 2008 году на президентских выборах победил Фернандо Луго, глава Патриотического Альянса за Перемены, набравший 41 % голосов избирателей. 22 июня 2012 года Сенат Парагвая объявил импичмент Луго в связи с тем, что он применил военную силу для подавления восстаний безземельных крестьян. Его место занял вице-президент Федерико Франко. В 2013 году президентом стал Орасио Картес. На выборах 2018 года президентом Парагвая избран Марио Абдо Бенитес (вступил в должность 15 августа). На выборах 2023 года президентом избран Сантьяго Пенья.

### Законодательная власть
Парламент — двухпалатный конгресс, 45 сенаторов и 80 депутатов, избираемые населением на пятилетний срок. Сенаторы избираются по общенациональным партийным спискам, а члены Палаты депутатов — от департаментов и столичного округа.
Сенат утверждает назначение всех руководителей Верховного суда, вооружённых сил, полиции и центрального банка страны.
Конгресс может выступать с законодательной инициативой и преодолевать президентское вето.
По результатам выборов апреля 2013 в палате депутатов представлены 5 партий:
- Национальная республиканская ассоциация (Колорадо) ANR — 44 депутата (правая)
- Аутентичная либерально-радикальная партия PLRA — 27 (центристская)
- Национальный союз этических граждан UNACE — 2 (правая)
- Широкий фронт — 1 (левая)
- Партия национального единения — 2 (левоцентристская)
- Вперёд, страна — 2 (левоцентристская)
- Любимое Отечество PPQ — 1 (правоцентристская)
- Прогрессивная демократическая партия — 0 (левоцентристская)

## Географические данные
Республика Парагвай расположена в центральной части Южной Америки. Она не имеет выхода к морю. Парагвай граничит на северо-востоке и востоке с Бразилией, на юго-востоке, юге и юго-западе — с Аргентиной, на северо-западе и севере — с Боливией. Страна разделена на две неравных части рекой Парагвай. К западу от реки находится область Гран-Чако, пустынный край, который занимает около 60 % площади страны. На востоке, где сосредоточена основная часть населения, находятся плодородные равнинные земли и субтропические леса.
Общая площадь страны 406 752 км².

## Административное деление

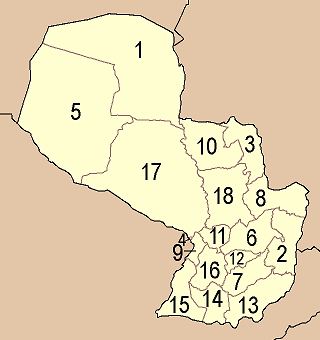
Административное деление Парагвая

| №  | Департамент (округ) | Административный центр |
| 1  | Альто-Парагвай      | Фуэрте-Олимпо          |
| 2  | Альто-Парана        | Сьюдад-дель-Эсте       |
| 3  | Амамбай             | Педро-Хуан-Кабальеро   |
| 4  | Столичный округ     | Асунсьон               |
| 5  | Бокерон             | Филадельфия            |
| 6  | Каагуасу            | Коронель-Овьедо        |
| 7  | Каасапа             | Каасапа                |
| 8  | Канендию            | Сальто-дель-Гуайра     |
| 9  | Сентраль            | Арегуа                 |
| 10 | Консепсьон          | Консепсьон             |
| 11 | Кордильера          | Каакупе                |
| 12 | Гуайра              | Вильяррика             |
| 13 | Итапуа              | Энкарнасьон            |
| 14 | Мисьонес            | Сан-Хуан-Баутиста      |
| 15 | Ньеэмбуку           | Пилар                  |
| 16 | Парагуари           | Парагуари              |
| 17 | Пресиденте-Аес      | Посо-Колорадо          |
| 18 | Сан-Педро           | Сан-Педро              |

## Экономика

1 парагвайский реал 1865 года

200 парагвайских песо 1920 года

Парагвай — аграрная страна, один из крупнейших в мире производителей сои (6-е место в мире).
ВВП на душу населения в 2009 году — 4,1 тыс. долл. (154-е место в мире). Минимальный размер оплаты труда с 1 июля 2018 года, в соответствии с декретом № 9088/18, от 22 июня 2018 года, подписанным ныне бывшим президентом Орасио Картесом, равен ₲ 2 122 562 (приблизительно $350.68).
Сельское хозяйство (22 % ВВП, 31 % работающих) — хлопчатник, сахарный тростник, соя, кукуруза, пшеница, табак, кассава (тапиока), фрукты, овощи; мясо-молочное животноводство, свиньи, птица; лесозаготовки.
Промышленность (18 % ВВП, 17 % работающих) — производство сахара, цемента, текстиля, напитков, лесоматериалы; гидроэнергетика.
Сфера обслуживания — 60 % ВВП, 52 % работающих.
В конце 2012 года президент Парагвая Федерико Франко заявил, что в зоне полупустыни Чако обнаружено нефтяное месторождение. Это может говорить о завершении периода энергетической зависимости Парагвая от других стран.
В 2018 году парагвайский регулятор азартных игр выдал лицензию на деятельность Amambay Hotel Casino, которое станет первым легальным игорным заведением в Латинской Америке. По условиям тендера, казино в городе Педро-Хуан-Кабальеро будет платить 20 % от своего дохода в государственный бюджет.

### Внешняя торговля
Основные экспортные товары (8,68 млрд долл. в 2016 г.) — соя и соевые продукты (до 35 % от общего объёма), электроэнергия (24 % от общего объёма), мясо (главным образом говядина), рис, кукуруза, пшеница, древесина, кожа и шкуры, золото.
Основные покупатели парагвайских товаров (в 2016 г.) — Бразилия — 34 % (2,99 млрд долл.), Аргентина — 9,3 % (0,810 млрд долл.), Россия — 7,5 % (0,654 млрд долл.), Чили — 6,2 % (0,540 млрд долл.) и Италия — 3,7 % (0,323 млрд долл.).
Основные импортные товары (9,7 млрд долл. в 2016 г.) — нефтепродукты, машины и оборудование, пестициды и другие химикаты, металлопрокат, продовольствие.
Основные поставщики импорта (в 2016 г.) — Китай — 27 % (2,65 млрд долл.), Бразилия — 24 %(2,3 млрд долл.), Аргентина — 12 % (1,15 млрд долл.), США — 7,6 % (0,733 млрд долл.) и Чили — 4,3 % (0,414 млрд долл.)

## Внешняя политика
Парагвай имеет 35 посольств в разных странах мира.

## Население
| 1960       | 1961       | 1962       | 1963       | 1964       | 1965       | 1966       | 1967       | 1968       | 1969       | 1970       | 1971       |
| ---------- | ---------- | ---------- | ---------- | ---------- | ---------- | ---------- | ---------- | ---------- | ---------- | ---------- | ---------- |
| 1 907 041  | ↗1 958 047 | ↗2 010 626 | ↗2 064 802 | ↗2 120 601 | ↗2 178 003 | ↗2 237 190 | ↗2 298 083 | ↗2 360 108 | ↗2 422 485 | ↗2 484 736 | ↗2 546 729 |
| 1972       | 1973       | 1974       | 1975       | 1976       | 1977       | 1978       | 1979       | 1980       | 1981       | 1982       | 1983       |
| ↗2 608 887 | ↗2 671 997 | ↗2 737 152 | ↗2 805 232 | ↗2 876 352 | ↗2 950 552 | ↗3 028 542 | ↗3 111 140 | ↗3 198 848 | ↗3 291 955 | ↗3 390 101 | ↗3 492 295 |
| 1984       | 1985       | 1986       | 1987       | 1988       | 1989       | 1990       | 1991       | 1992       | 1993       | 1994       | 1995       |
| ↗3 597 135 | ↗3 703 512 | ↗3 811 042 | ↗3 919 708 | ↗4 029 203 | ↗4 139 286 | ↗4 249 747 | ↗4 360 358 | ↗4 470 934 | ↗4 581 390 | ↗4 691 695 | ↗4 801 834 |
| 1996       | 1997       | 1998       | 1999       | 2000       | 2001       | 2002       | 2003       | 2004       | 2005       | 2006       | 2007       |
| ↗4 911 701 | ↗5 021 271 | ↗5 130 723 | ↗5 240 321 | ↗5 350 253 | ↗5 460 621 | ↗5 571 371 | ↗5 682 350 | ↗5 793 330 | ↗5 904 170 | ↗6 014 781 | ↗6 125 285 |
| 2008       | 2009       | 2010       | 2011       | 2012       | 2012       | 2013       | 2017       |            |            |            |            |
| ↗6 236 005 | ↗6 347 383 | ↗6 459 721 | ↗6 573 097 | ↗6 672 633 | ↗6 687 361 | ↗6 802 295 | ↗6 811 297 |            |            |            |            |

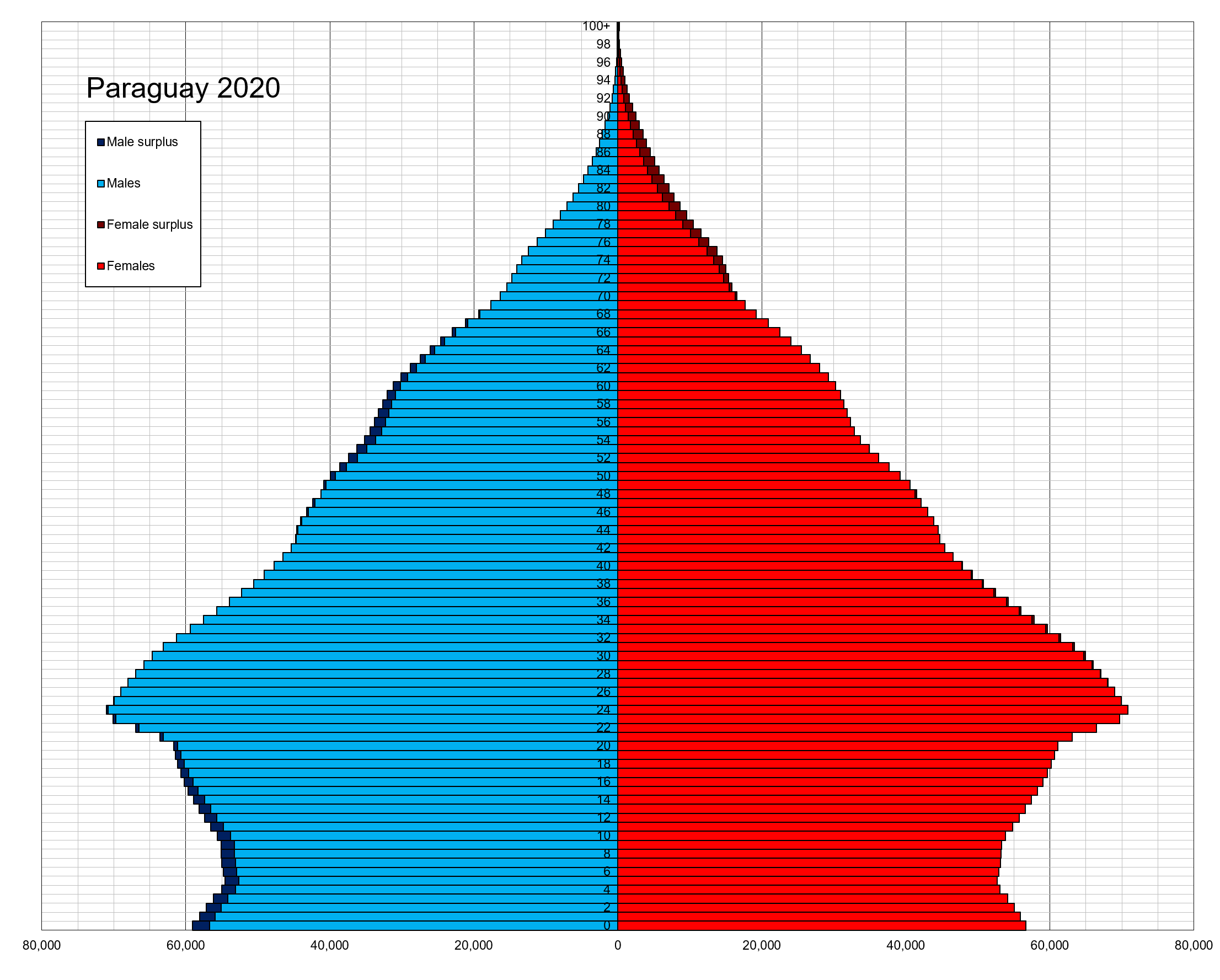
Возрастно-половая пирамида населения Парагвая на 2020 год

Численность населения — 7,0 млн (оценка на июль 2010).
Годовой прирост — 1,3 % (фертильность — 2,16 рождения на женщину).
Средняя продолжительность жизни — 73 года у мужчин, 79 лет у женщин.
Заражённость вирусом иммунодефицита — 0,6 % (оценка 2007 года).
Городское население — 60 % (в 2008).
Грамотность — 94 % (оценка 2003 года).
Этно-расовый состав (оценка) — метисы 95 %, другие 5 %. В официальной статистике Парагвая этническая или расовая принадлежность не учитывается.
Языки — испанский и гуарани, оба официальные. В отличие от других стран Латинской Америки, в Парагвае для межнационального общения широко используется язык коренного населения — гуарани. 37 % населения говорят преимущественно на гуарани, 50 % одинаково владеет испанским и гуарани, 7 % населения говорят преимущественно на испанском. Небольшая часть населения владеет португальским и немецким языками.
Религии — католики 89,6 %, протестанты 6,2 %, другие христиане 1,1 %, прочие и неопределившиеся 1,9 %, атеисты 1,1 % (по переписи 2002 года). Протестанты представлены верующими Ассамблей Бога, баптистами, лютеранами, меннонитами.

## Культура
Один из крупных деятелей культуры Парагвая — Хосефина Пла (1903—1999), поэтесса, автор романов и рассказов, работавшая также в области художественной керамики. Среди известных писателей Парагвая — лауреат Премии Сервантеса Аугусто Роа Бастос (1917—2005).
Классический гитарист и композитор Агустин Пио Барриос (Мангоре́) (1885—1944) — первый крупный южноамериканский гитарист, получивший известность в Европе; автор более трёхсот произведений для классической гитары.
Национальный музыкальный инструмент — парагвайская арфа.

## Национальные праздники
- 1 марта — День героев
- 15 мая — День независимости
- 12 июня — День мира

## Достопримечательности
Главная архитектурно-историческая достопримечательность Парагвая — руины Миссии иезуитов Ла-Сантисима-Тринидад-де-Парана.
Среди природных достопримечательностей — несколько национальных парков: Серро Кора, Ньякундай, Дефенсорес-дель-Чако, Ипоа, Ипакараи, Ибикуи и др.